# Daucus guttatus
Daucus guttatus är en flockblommig växtart som beskrevs av James Edward Smith. Daucus guttatus ingår i släktet morötter, och familjen flockblommiga växter. Inga underarter finns listade i Catalogue of Life.